# Uppsala Reggae Festival
Das Uppsala Reggae Festival ist das größte Reggae-Festival in Skandinavien. Die Besucher kommen aus ganz Nordeuropa. 2004 und 2005 kamen zum Uppsala Reggae Festival 10.000 Menschen.

## Geschichte
Das erste Uppsala Reggae Festival fand im Sommer 2001 statt. Bereits im Jahr 1995 wurde für ein Konzert mit den Interpreten Culture, Beres Bazza, Top Cat und anderen der Name „Uppsala Reggae Festival“ verwendet. Jedoch fand im Jahr 2001 das erste Konzert unter freiem Himmel statt, so dass dieses Jahr als Gründungsjahr angesehen wird.
Das erste Festival dauerte einen Tag und fand im Open-Air-Schwimm-Center von Fyrishov im Zentrum von Uppsala statt. Die bedeutendsten Interpreten waren Black Uhuru, Sly and Robbie und Culture. In Verbindung mit dem Uppsala Reggae Festival 2001 erhielt Uppsala vom Schwedischen Fernsehen den Beinamen „Das Reggae-Mekka von Skandinavien“. Zu dieser Zeit war das Festival das einzige seiner Art in ganz Skandinavien.
Das Festival hatte großen Anklang gefunden. Im zweiten Jahr stieg die Anzahl der Besucher um etwa 70 Prozent. Veranstaltungsort war wieder Fyrishov; erwähnenswerte Interpreten waren Luciano, Junior Kelly und Red Rat.
Aufgrund des steigenden Interesses wurde die Dauer des Festivals im Jahr 2003 um einen Tag verlängert. Auch Fyrishov als Veranstaltungsort schien zu klein, so dass man das Konzert nach Ekeby Qvarn verlegte, ein Ort, der etwas außerhalb von Uppsala liegt. Auf dem Festival befanden sich Verkaufsstände, Essenszelte und ein Camping-Bereich. Bedeutende Interpreten waren Gentleman, der seinen ersten Auftritt in Schweden hatte, Barrington Levy, Max Romeo und Misty in Roots. Letztere hatten ihren ersten Auftritt in Schweden seit über 20 Jahren. Das dritte Uppsala Reggae Festival wurde vom Schwedischen Hörfunk mit dem jährlichen Kulturpreis ausgezeichnet.
Das vierte Uppsala Reggae Festival wurde mit Unterstützung der örtlichen Regierung in Uppsala wieder zurück ins Zentrum der Stadt, zwischen Studenternas IP und Kungsängsbron, verlegt. Beim Festival waren mehr Verkaufsstände vertreten und es waren drei unterschiedliche Camping-Bereiche vorhanden; die Besucherzahl stieg erneut an. Es war mit 40 Künstlern die größte Anzahl von Interpreten vertreten, die jemals in Skandinavien aufgetreten ist. Unter anderem traten Iqulah, Bushman, die Mighty Diamonds und Alpha Blondy auf; Chuck Fenda und Richie Spice hatten ihre ersten Auftritte in Skandinavien. Durch das Festival ist diese Stelle zu einem offiziellen Veranstaltungsort für Musikveranstaltungen in Uppsala geworden.
Beim fünften Uppsala Reggae Festival traten unter anderem Anthony B, Capleton, Tanya Stephens und The Gladiators, die ihre letzte Tournee mit dem Sänger und Gründer Albert Griffiths hatten, auf; Cocoa Tea hatte seinen einzigen Auftritt in Europa. Aufgrund öffentlicher Nachfrage hatte Gentleman seinen zweiten Auftritt. Das Plattenlabel Xterminator präsentierte zahlreiche Künstler, darunter Jah Mason und Turbulence. Lutan Fyah und Chezidek hatten ihre ersten Auftritte in Skandinavien.
Im Jahr 2006 wurde die Dauer des Festivals auf drei Tage verlängert. Auftritte hatten unter anderem Sizzla, Don Carlos, Groundation, Israel Vibration und The Congos. Im darauf folgenden Jahr trat unter anderem Bunny Wailer auf, Anthony B und Capleton waren erneut vertreten und Soldiers of Jah Army hatten ihren ersten Auftritt in Nordeuropa.
2011 kündigten die Veranstalter eine Pause an. Ursprünglich war geplant, Uppsala zu verlassen und ein neues Festivalformat zu begründen. So entstand die ReggaeCruise 2012 mit Mr. Vegas und Käptn Rod als Headliner, die von da ab jährlich veranstaltet wurde. Auch konzentrierte sich der Veranstalter auf Einzelauftritte und Tourneen der einzelnen Künstler. Zwei Festivals unter anderem Namen fanden im Furuvik Park in Gävle, Sandviken statt. 2017 fand das Uppsala Reggae Festival dann in einem kleineren Rahmen und auf einen Tag beschränkt wieder statt.
Wie alle Festivals kam auch das Uppsala Reggae Festival 2020 wegen der COVID-19-Pandemie zum Erliegen und musste abgesagt werden. Stattdessen wurde eine Jam im Internet übertragen. 2021 wurde das Festival wieder gestartet. Da weiterhin Beschränkungen wirksam waren konnte das Festival nicht in gewohnter Weise durchgeführt werden. Neben einer kleinen Liveshow wurde auch ein Livestream aus Jamaika übertragen. Es handelte sich um daie 20. Ausgabe des Festivals.
Ab 2022 fand das Festival wieder regulär statt.

## Interpreten

### 1995
Culture, Beres Bassa, Baby Ninja, Dub Mystic Band, Rydim Killers

### 2001
Culture, Black Uhuru, Sly and Robbie, Kalle Baah, Natural Way, Meditative Sounds

### 2002
Luciano, Junior Kelly, Red Rat, Chilly & Leafy, Natural Way, Meditative Sounds, First Class Crew

### 2003
Misty in Roots, Max Romeo, Gentleman, Barrington Levy, David Rodigan, Peps Persson, Trinity Sound, Desmond Foster, Gusto, Ital Skurk, Kingsfarm Guerilla, Svenska Akademien, Sky Juice Sound, Internal Dread & Reggaeterians, Natural Way, Crossfire + Tribulation Sounds, Exodus Sound feat Shagga & Junior Dan, Meditative Sounds, King Solomon Sound, Tristes Tigres, Ranto Boko, MJM Propaganda, Rootvälta, LionDub, Posse 59 + Ayshe + Mellofant & G Ruff, Roots Circus, Ambassador feat Crocodile Crew und Topaz Sound

### 2004
Alpha Blondy, Mighty Diamonds, Bushman, Richie Spice, Chuck Fenda, Daweh Congo, Natural Black, Anthony Cruz, Lady G, Chukki Starr, Stone Love, King Shiloh, King Tubbys, Grass Roots Band, Promeo, Svenska Akademien, Papa Dee, Blood & Fire Sound, U Brown, Moder Jords Massiva, Jaqee, Dubwise, Sheya Mission, Joseph Beckford, Scientific Feet, Kingston Airforce, Livelihood, Meditative Sound, Alerta, Kenny Knots, Topaz Sound, Bumbastik, Soul Captain Band, Komposti Crew, Simba Ngoma, KBC feat Michael Night, Million Vibes & Famous, Laleh, Kung Henry & DJ Lo Kut, Kung Kodum, King Fari Band, P Danielsa & Makreka, Iskariots und Format & Storsien

### 2005
Capleton, Prophecy Band, Anthony B, The Gladiators, Steel Pulse, Cocoa Tea, Gentleman & Far East Band, Tanya Stephens, Julian Marley & Uprising Band, Turbulence, Lutan Fyah, Jah Mason, Chezidek, Jah Thunda, Uppsala Allstars, Ingel Chanta, Kultiration, Roots Circus, Dag Vag, Nazarenes, Kung Kodum, Bröder Glöder, Jah Youth Sounds, Dubadown, Gumption Band, Silly Walks Movement, Roots Disciples, Alladin & Donny Dread, K-oss, African Child, Fi Real Reggae Allstars, Soundclash SM, Meditative Sounds, Labyrint Collective, Fusion Sound System, Dj Large, Dj Will Rock, Organism 12, CosM.I.C, Afasi & Filthy

### 2006
Sizzla, The Congos, Israel Vibration, Morgan Heritage, Fantan Mojah, Culture, Don Carlos, Groundation, Desmond Dekker tribute featuring The Aces & Ambelique & Delroy Williams & more, Seeed, Burro Banton, Sister Carol, Jah Mali, Mr Perfect, Lukie D, Tasja & Chin, Internal Dread & The Reggaeterians, Kalle Baah, Governor Andy, Svenska Akademien, Trojan Sound System featuring Top Cat, Super Four & Chuckie Banton, Germaican Roadshow featuring Pionear & Ill Inspecta, Iration Steppas, One Love Hi Pawa, Meditative Sounds featuring Ras Peter, Bredda Daniel & ECU, Sound Killa, Urban Tribe, Junior Erik, Livelihood, Kapten Röd, Roots Disciples, Mekka, Classique Sound, Ital Skurk, Roots Alliance, Afro Kören, Äkta Bra Sound featuring Format, DJ Mat, Storsien & Abdi Shakur, AQueen Showcase featuring Ayesha, Sona, Lady V & LindaP, Äkta Kärlek, Topaz Sound, Dawn Penn, The Return Of Radio Västindien featuring Thomas Gylling, Kashu Man, Sound Killa Crew, RubADub Sunday Crew – Copenhagen

### 2007
Bunny Wailer & The Solomonic Reggaestra, Buju Banton, Beenie Man, Capleton & The Prophecy Band, Gentleman & Far East Band, Richie Spice, Natural Black, Lutan Fyah, Gyptian, Yellowman & The Saggitarius Band, Earl Sixteen, Admiral Bailey & Bush Fire Sound, Iqulah & The Gideon Nyahbinghi Force, LUST (Lukie D, Thrilla U, Singing Melody & Tony Curtis), Midnite, Soldiers Of Jah Army, King Shiloh, Iration Steppas, Etana, Nazarenes, Million Stylez, Kultiration, Kapten Röd & Majorerna, Junior Natural Little Bim & Lieutenant Bam, USCB Allstars, Roots Harmonics, Natasja & Chin, P-Danjelsa, Lancy Rankin, Bamma B, Daniel Asher & Jah Covenant Band, Meditative Sounds feat. Ras Peter, Sud Sound System, Gumption Band, Oskar Franzén, Slag Från Hjärtat, Kollektiv Kanalisering (Feat. Abdishakur, Dele, DJ Mat, ECU, Format, Gibril Jobe, Kung Henry, Rami, Slummer & Storsien), Soundkilla Family, Roots Circus, Soundclash SM

### 2008
Adrian Sherwood, Alborosie, NUSKE, Beenie Man, Burning Spear, Burro Banton, Cali P & Roots Harmonics, Chezidek, Chords, Daddy Rings, Dean Fraser, Derrick Morgan, Driz & The Alarms, Duane Stephenson, Dubtonics feat Kamau, Glesbygd´n, Groundation, Jah Shaka, Junior Natural, Junior Reid, King Far I Band, Lee Perry, Massive B, Morgan Heritage, Natty King, One Love Hi Pawa, Papa Dee, Queen Ifrika, Ranking Joe, Richie Spice, Tarrus & Jimmy Riley, Lymie Murray, Sean Paul, Twinkle Brothers, Zoro & The Libaration Band

### 2009
Alpha Blondy, Third World, Kymani Marley, Inna Yard Allstars feat. Chinna Smith, Cedric „Congo“ Myton, Linval Thompson, Kiddus I, Derajah & Matthew McAnuff, The Heptones, T.O.K., Busy Signal, Junior Kelly, Lutan Fyah, Don Carlos, Etana, Collie Buddz & The New Kingston Band, Roots Underground, King Jammys Super Power, David Rodigan, Ziggi & The Renaissance Band, Nazarenes, Svenska Akademien, Kultiration, Internal Dread & His Friends?, Syster Sol, Jaqee, Rootvälta, Governor Andy, Roots Circus, Format & Storsien, Soundkilla Crew, Meditative Sounds, Hoffmaestro & Chraa, Safari Sound, Komposti Sound, Hailee Araya, Bring Down The Beat, Zumba

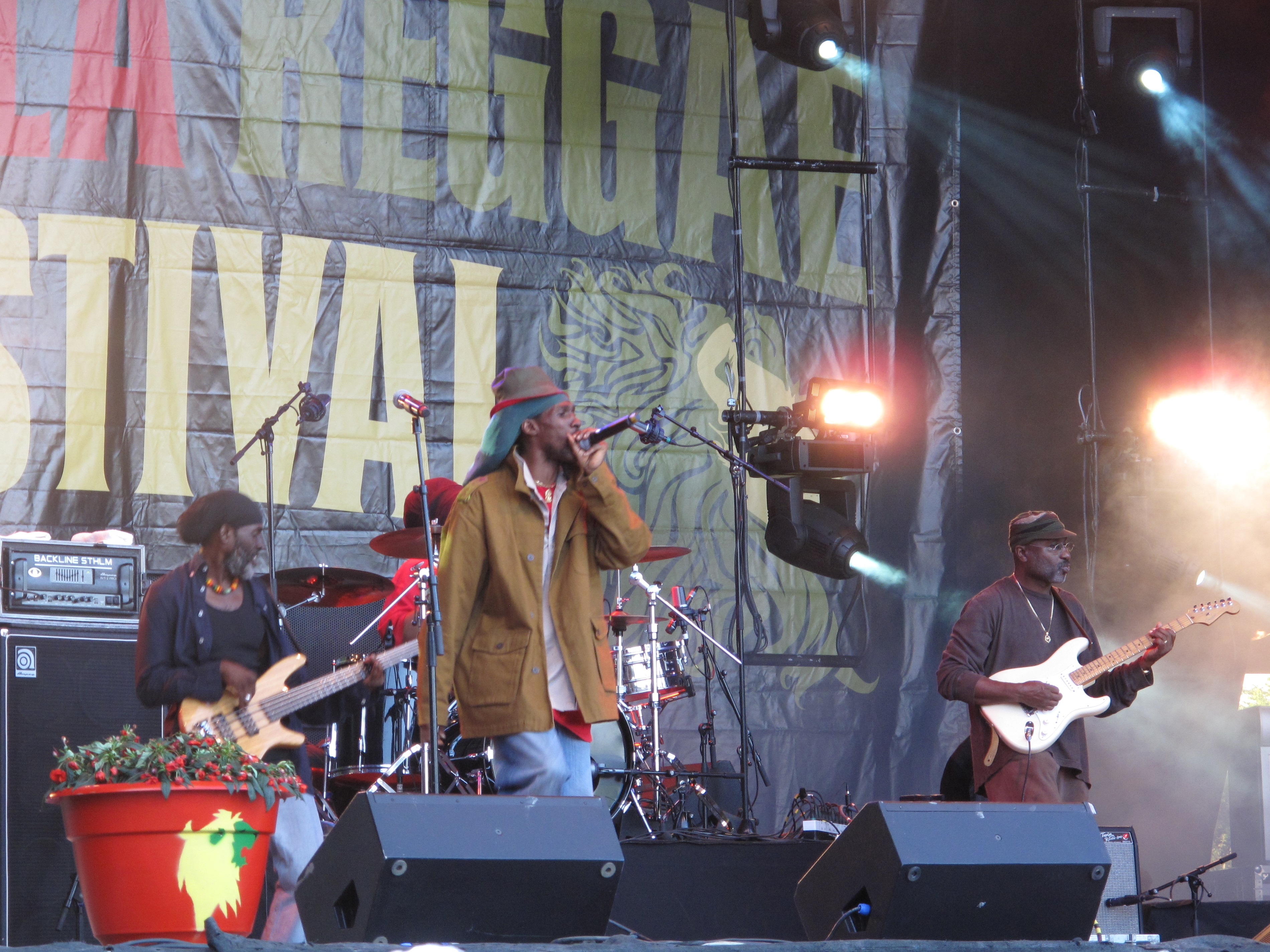
Midnite auf dem 2011er Festival

### 2010
Abyssinians, Alaine, Alborosie & The Shengen Clan, Anthony B, Bunny Wailer, Busy Signal, Channel One Sound System feat. Mikey Dread & Ras Kayleb, Gentleman & The Evolution, I Mosa, Jah Cure, Kalle Baah, Kapten Röd, Labyrint, Mavado, Meditative Sounds feat. Kenny Knots, Midnite, Million Stylez, Misty in Roots, Natural Way, Peetah, Gramps Morgan, Robert Athill, Roots by Nature, Serengeti, Slag Från Hjärtat, Stone Love, Voice Mail.

### 2011
Mr. Vegas, Queen Ifrica, Tony Rebel, Richie Spice, Gyptian, Heptones, Elephant Man, Ken Boothe, Johnny Clarke, Pressure, Protoje, Don Corleone, Romain Virgo, Quique Neira, Kapten Röd, Norrisman, Trinity Sound, Fatman Sound, Million Vibes, Silly Walks Discotheque, The Maytals featuring Leba (Toots & The Maytals)

### 2017
Chronixx, Raging Fyah, Don Carlos, Assassin, Kapten Röd, Jesse Royal, Ken Ring, Kaliffa, Labyrint, Dani M., Junior Natural, Essa Cham, Löst Folk

### 2018
Jimmy Cliff, Alborosie, Tarrus Riley, Konshens, Jah 9, Samory I, Iba Mahr, Protoje, Spiritual, Kaliffa, Sevana, Papa Dee, Soundkilla, Trinity Sound, Stereo Steppers, Kabaka Pyramid, Lila Iké, Diego Jah, Meditative Sounds, Lion Youths, Micah Shemaiah.

### 2019
Alpha Blondy, Johnny Osbourne, Horace Andy, Anthony B, Spice, Stonebwoy, Dub Inc, Dani M, Natural Way, Jahmiel, Kalle Baah, Naomi Cowan, Töme, Daniel Lemma, I Grade Dub, Nazarenes, Rory Stonelove, Prodiga, Prince Icomstan, Natural Rockers, Sister Justice, Nuh Linga, DJ Marteen

### 2020
Wie viele Veranstaltungen fiel auch das Uppsala Reggae Festival 2020 der COVID-19-Pandemie in Schweden zum Opfer. Um einen Ausgleich zu schaffen, fand am 1. August 2020 ein Livestream aus dem Harry J Studio in Jamaika mit folgenden Musikern statt:
Lutan Fyah, Kabaka Pyramid, Jesse Royal, Dean Fraser, Duane Stephenson, Lukie D, Chezidek, Mica Shemaia, Kumar, Samory I, Mortimer, Voicemail, Chevaughn, Earth Kry, Runkus, Xana Romeo, Mackeehan, Kim Ashe, Sherieta Lewis, Ras I, Zhayna France

### 2021
2021 entscheid man sich eine Präsenzveranstaltung zuzulassen, jedoch gleichzeitig auch einen Livestream auszustrahlen, da die Beschränkungen nur eine kleine Zuschauermenge zuließen.
Livestream aus Kingston (Jamaika)
Big Youth, Richie Spice, Josey Wales, Alaine, Hempress Sativa, Asadenaki, Harry J Allastars
Live with Audience in Uppsala
Anthony B, Daniella Torres, Desmond Foster, First Light, Million Stylez. Jonas Levi, Junior Natural, Leafy, Marx Gallo, Papa Dee, Soundkilla

### 2022
BNXN fka Buju, Etana, Gentleman, Hempress Sativa, Konshens, Kranium, Max Romeo, Micah Shemaiah, Morgan Heritage, Mortimer, Pressure Busspipe, Stonebwoy, Zhayna, Anthony Sky, Etzia, First Light, LöstFolk, Million Stylez, Skaburbian, Sugarcane, Syster Sol

### 2023
Admiral Tibet, Alborosie, Duane Stephenson, Jaz Elise, Johnny Osbourne, Kabaka Pyramid, Lila Iké, Seun Kuti, Inner Circle, Yemi Alade, Angelica Mava, Blen, Daniella Torres, Dynamq, Natural Rockers, Natural Way

### 2024
Marcus Gad, TOK, Julian Marley, Romain Virgo, Manudigital, JahVibe, Reggaeology Soundsystem, Busy Signal, Blvk H3ro, Reemah, Burning Spear, Mike Yangstar, Jacco

### 2025
Morgan Heritage, Labyrint, Protoje & The Inddignation, Anthony B, Ky-Mani Marley, Marcia Griffiths, Don Carlos, Teejay, Queen Omega, Kalle Baah, Mortimer, Jah Lil, Khalia, Rik Jam, Dalwayne, Silly Walks Discotheque, Angelica Mava, Geo, Soundkilla, Stereo Steppas Soundsystem, DJ Tev, Dancehall Evolution